# Џон Вуден
Џон Роберт Вуден (енгл. John Robert Wooden; Мартинсвил, 14. октобар 1910 — Лос Анђелес, 4. јун 2010) је био амерички кошаркаш и најуспешнији тренер у историји колеџ кошарке.
Кошарку је успешно играо као плејмејкер универзитета Пердју (1929—32) са којим је освојио титулу 1932. После краћег играња у NBA лиги, радио је као наставник енглеског језика и тренер у две средње школе, да би, по повратку из Другог светског рата, две сезоне радио као тренер на универзитету Индијани стејт, пре него што је 1948. преузео колеџ у Лос Анђелесу (UCLA). Ту је провео период од 1948. до 1975. За тих 27 година забележио је 664 победе и 162 пораза. У четири сезоне његов тим није изгубио ниједну утакмицу, а рекорд је 88 узастопних победа. Вуден је са UCLA освојио 10 титула, од тога седам узастопних у периоду од 1967. до 1973. Од сезоне када је освојена прва титула (1963/64) до последње титуле и Вуденовог одласка у пензију (1974/75), колеџ је забележио 330 победа и 19 пораза, заједно са четири сезоне без пораза и скором 30-0.
Међу многим звездама које је тренирао су Лу Алсиндор (касније Карим Абдул-Џабар), Бил Волтон, Џамал Вилкс, Волт Хазард (касније Махди Абдул-Рахман)...
Популарни „Чаробњак из Вествуда“ (надимак који није волео) постао је 1961. члан Кошаркашке куће славних у Спрингфилду као играч, да би 12 година касније промовисан и као тренер. Први је тренер који је освојио признања у више категорија. Касније су такво двоструко признање добили и Лени Вилкенс и Бил Шарман.
Од 1977. установљена је и награда са његовиим именом, коју сваке сезоне добије најбољи колеџ кошаркаш. На колеџу UCLA се 29. фебруар слави као Дан Џона Вудена, а 2009. часопис „Спортинг њус“ га је прогласио за најбољег спортског тренера свих времена.
Преминуо је 4. јуна 2010. у 99. години у Медицинском центру колеџа Лос Анђелес, четири месеца пре 100. рођендана.
Иза Вудена су остали син Џејмс, ћерка Ненси, три унука, четири унуке и 13 праунучића.